# 정 (1971년 드라마)
《정》은 1971년 3월 16일부터 1971년 10월 26일까지 방영된 MBC 일일연속극이다.

## 등장 인물
- 최무룡
- 김혜경
- 문정숙
- 박근형
- 김민정
- 장만호
- 박민영
- 정정길
- 김영애

## 주제가
동 드라마가 MBC 창사 특집 드라마로 기획이 되었고, 또한 시대극 이었으니 만큼 동명의 주제가는 극본을 쓴 조남사 작사, 인기 작곡가 김학송 작곡으로 만들어졌으며, 방송사와 제작진들에 의해 김상희, 방주연등 10명의 가수가 경합을 벌였으며, 최종적으로 방주연이 낙점되어, 그녀가 불렀다고 한다. 이후 경합을 벌였던 김상희도 이듬해에 리바이벌 하였고, 조용필이 데뷔 4년 되던 해에 리바이벌 하기도 하였다.